# Келвульф (король Вессексу)
Келвульф (англ. Ceolwulf) — п'ятий король Вессекса (597—611), брат Кела, батько Кутгільса, дід Кенфріта, прадід Кенфуса.

## Біографія
Все правління Келвульфа пройшло у війнах з бритами, піктами й скоттами. Крім того, в 607 році н. е. відбулася битва Келвульфа з південними саксами. Результат битви в хроніках не згадується, але, враховуючи те, що південні сакси в той період більше в хроніках взагалі не згадувалися, можна припустити, що вони були слабким у військовому плані плем'ям, тому зазнали поразки.